# Üzbegisztán az 1996. évi nyári olimpiai játékokon
Üzbegisztán az egyesült államokbeli Atlantában megrendezett 1996. évi nyári olimpiai játékok egyik részt vevő nemzete volt. Az országot az olimpián 12 sportágban 71 sportoló képviselte, akik összesen 2 érmet szereztek. Üzbegisztán önállóan először vett részt a nyári olimpiai játékokon.

## Érmesek
| Érem  | Versenyző        | Sportág   | Versenyszám     |
| ----- | ---------------- | --------- | --------------- |
| Ezüst | Armen Bagdasarov | Cselgáncs | Férfi középsúly |
| Bronz | Karim Toʻlaganov | Ökölvívás | Nagyváltósúly   |

## Atlétika
Férfi
| Versenyző         | Versenyszám | Előfutam | Előfutam | Előfutam | Negyeddöntő | Negyeddöntő | Negyeddöntő | Elődöntő | Elődöntő | Elődöntő | Döntő   | Döntő    |
| Versenyző         | Versenyszám | Idő      | Hely.    | Össz.    | Idő         | Hely.       | Össz.       | Idő      | Hely.    | Össz.    | Idő     | Helyezés |
| ----------------- | ----------- | -------- | -------- | -------- | ----------- | ----------- | ----------- | -------- | -------- | -------- | ------- | -------- |
| Anvar Kuchmuradov | 100 m       | 10,71    | 6.       | 76.*     | kiesett     | kiesett     | kiesett     | kiesett  | kiesett  | kiesett  | kiesett | kiesett  |
| Yury Aristov      | 110 m gát   | 15,04    | 8.       | 61.      | kiesett     | kiesett     | kiesett     | kiesett  | kiesett  | kiesett  | kiesett | kiesett  |

| Versenyző          | Versenyszám   | Selejtező | Selejtező | Döntő    | Döntő    |
| Versenyző          | Versenyszám   | Eredmény  | Helyezés  | Eredmény | Helyezés |
| ------------------ | ------------- | --------- | --------- | -------- | -------- |
| Yevgeny Petin      | Hármasugrás   | 15,89 m   | 38.       | kiesett  | kiesett  |
| Sergey Kot         | Súlylökés     | 16,51 m   | 33.       | kiesett  | kiesett  |
| Roman Poltoratsky  | Diszkoszvetés | 51,96 m   | 37.       | kiesett  | kiesett  |
| Vitaly Khozhatelev | Kalapácsvetés | 64,52 m   | 36.       | kiesett  | kiesett  |
| Sergey Voynov      | Gerelyhajítás | 76,30 m   | 24.       | kiesett  | kiesett  |
| Vladimir Parfyonov | Gerelyhajítás | 73,96 m   | 27.       | kiesett  | kiesett  |

| Versenyző         | Versenyszám | 100 m | 100 m | Távolugrás | Távolugrás | Súlylökés | Súlylökés | Magasugrás | Magasugrás | 400 m | 400 m | 110 m gát        | 110 m gát        | Diszkoszvetés    | Diszkoszvetés    | Rúdugrás         | Rúdugrás         | Gerelyhajítás    | Gerelyhajítás    | 1500 m           | 1500 m           | Végeredmény   | Végeredmény   |
| Versenyző         | Versenyszám | Idő   | Pont  | Eredmény   | Pont       | Eredmény  | Pont      | Eredmény   | Pont       | Idő   | Pont  | Idő              | Pont             | Eredmény         | Pont             | Eredmény         | Pont             | Eredmény         | Pont             | Idő              | Pont             | Pont          | Helyezés      |
| ----------------- | ----------- | ----- | ----- | ---------- | ---------- | --------- | --------- | ---------- | ---------- | ----- | ----- | ---------------- | ---------------- | ---------------- | ---------------- | ---------------- | ---------------- | ---------------- | ---------------- | ---------------- | ---------------- | ------------- | ------------- |
| Ramil Ganiyev     | Tízpróba    | 10,84 | 897   | 761 cm     | 962        | 14,71 m   | 772       | 213 cm     | 925        | 49,14 | 855   | 14,88            | 864              | 44,86 m          | 764              | 520 cm           | 972              | 53,70 m          | 644              | 4:42,72          | 663              | 8318          | 8.            |
| Oleg Veretelnikov | Tízpróba    | 11,06 | 847   | 724 cm     | 871        | 12,66 m   | 647       | 195 cm     | 758        | 49,65 | 831   | nem állt rajthoz | nem állt rajthoz | nem állt rajthoz | nem állt rajthoz | nem állt rajthoz | nem állt rajthoz | nem állt rajthoz | nem állt rajthoz | nem állt rajthoz | nem állt rajthoz | nem ért célba | nem ért célba |

Női
| Versenyző          | Versenyszám | Előfutam | Előfutam | Előfutam | Negyeddöntő | Negyeddöntő | Negyeddöntő | Elődöntő | Elődöntő | Elődöntő | Döntő   | Döntő    |
| Versenyző          | Versenyszám | Idő      | Hely.    | Össz.    | Idő         | Hely.       | Össz.       | Idő      | Hely.    | Össz.    | Idő     | Helyezés |
| ------------------ | ----------- | -------- | -------- | -------- | ----------- | ----------- | ----------- | -------- | -------- | -------- | ------- | -------- |
| Lyudmila Dmitriady | 100 m       | 12,04    | 6.       | 48.      | kiesett     | kiesett     | kiesett     | kiesett  | kiesett  | kiesett  | kiesett | kiesett  |
| Lyudmila Dmitriady | 200 m       | 24,88    | 8.       | 43.      | kiesett     | kiesett     | kiesett     | kiesett  | kiesett  | kiesett  | kiesett | kiesett  |

| Versenyző        | Versenyszám | Selejtező | Selejtező | Döntő    | Döntő    |
| Versenyző        | Versenyszám | Eredmény  | Helyezés  | Eredmény | Helyezés |
| ---------------- | ----------- | --------- | --------- | -------- | -------- |
| Svetlana Munkova | Magasugrás  | 180 cm    | 29.       | kiesett  | kiesett  |

* - egy másik versenyzővel azonos eredményt ért el

## Birkózás
Kötöttfogású
| Versenyző                 | Versenyszám | 32-es főtábla                    | Nyolcaddöntő                   | Negyeddöntő              | Elődöntő                  | Vigaszág 2. kör               | Vigaszág 3. kör                              | Vigaszág 4. kör   | Vigaszág 5. kör   | Vigaszág 6. kör                   | Bronz- mérkőzés                             | Döntő             | Helyezés |
| Versenyző                 | Versenyszám | Ellenfél Eredmény                | Ellenfél Eredmény              | Ellenfél Eredmény        | Ellenfél Eredmény         | Ellenfél Eredmény             | Ellenfél Eredmény                            | Ellenfél Eredmény | Ellenfél Eredmény | Ellenfél Eredmény                 | Ellenfél Eredmény                           | Ellenfél Eredmény | Helyezés |
| ------------------------- | ----------- | -------------------------------- | ------------------------------ | ------------------------ | ------------------------- | ----------------------------- | -------------------------------------------- | ----------------- | ----------------- | --------------------------------- | ------------------------------------------- | ----------------- | -------- |
| Shamsiddin Khudoyberdiyev | 52 kg       | Szamvel Danyijeljan (RUS) · 4–11 |                                |                          |                           | Valentin Rebegea (ROU) · 0–12 | kiesett                                      | kiesett           | kiesett           | kiesett                           | kiesett                                     |                   | 16.      |
| Bakhodir Kurbanov         | 62 kg       | erőnyerő                         | K'oba Guliashvili (GEO) · 3–10 |                          |                           |                               | Cshö Szangszon (Choi Sang-Seon) (KOR) · 1–11 | kiesett           | kiesett           | kiesett                           | kiesett                                     |                   | 16.      |
| Grigory Pulyayev          | 68 kg       | Colin Daynes (CAN) · 12–0        | Biszer Georgiev (BUL) · 2–0    | Rodney Smith (USA) · 4–0 | Ryszard Wolny (POL) · 0–3 |                               |                                              |                   |                   | Alekszandr Tretyjakov (RUS) · 0–6 | Az 5. helyért · Biszer Georgiev (BUL) · 1–2 |                   | 6.       |
| Shermukhammad Kuziyev     | 130 kg      | Matt Ghaffari (USA) · 1–7        |                                |                          |                           | Liu Guoke (CHN) · 6–1         | Tomas Johansson (SWE) · 1–1                  | kiesett           | kiesett           | kiesett                           | kiesett                                     |                   | 10.      |

Szabadfogású
| Versenyző           | Versenyszám | 32-es főtábla                 | Nyolcaddöntő                         | Negyeddöntő                   | Elődöntő          | Vigaszág 2. kör   | Vigaszág 3. kör              | Vigaszág 4. kör                | Vigaszág 5. kör             | Vigaszág 6. kör   | Bronz- mérkőzés                              | Döntő             | Helyezés |
| Versenyző           | Versenyszám | Ellenfél Eredmény             | Ellenfél Eredmény                    | Ellenfél Eredmény             | Ellenfél Eredmény | Ellenfél Eredmény | Ellenfél Eredmény            | Ellenfél Eredmény              | Ellenfél Eredmény           | Ellenfél Eredmény | Ellenfél Eredmény                            | Ellenfél Eredmény | Helyezés |
| ------------------- | ----------- | ----------------------------- | ------------------------------------ | ----------------------------- | ----------------- | ----------------- | ---------------------------- | ------------------------------ | --------------------------- | ----------------- | -------------------------------------------- | ----------------- | -------- |
| Adkhamdzhon Akhilov | 52 kg       | Amiran Kardanov (GRE) · 11–1  | Metin Topaktaş (TUR) · 7–5           | Namiq Abdullayev (AZE) · 0–11 |                   |                   |                              | Csecsen-Ool Mongus (RUS) · 0–4 |                             |                   | A 7. helyért · Greg Woodcroft (CAN) · 11–0   |                   | 7.       |
| Damir Zakhartdinov  | 57 kg       | Aszlanbek Fidarov (UKR) · 5–3 | Artur Fjodorov (KAZ) · 3–1           | Gia Sissaouri (CAN) · 0–8     |                   |                   |                              | erőnyerő                       | Mohammad Talaei (IRI) · 2–4 |                   | A 7. helyért · Aljakszandr Huzav (BLR) · 2–3 |                   | 8.       |
| Ramil Islamov       | 62 kg       | erőnyerő                      | Vada Takahiro (JPN) · 2–3            |                               |                   |                   | Len Zaslavsky (AUS) · 10–0   | Demeter István (HUN) · 6–1     | Elbrusz Tedejev (UKR) · 4–5 |                   | A 7. helyért · Marty Calder (CAN) · 1–9      |                   | 8.       |
| Arsen Fadzayev      | 68 kg       | Akbar Fallah (IRI) · 2–2      | Vagyim Bogijev (RUS) · 1–3           |                               |                   |                   | Ahmad el-Aoszta (SYR) · 9–11 | kiesett                        | kiesett                     | kiesett           | kiesett                                      |                   | 13.      |
| Boris Budayev       | 74 kg       | David Hohl (CAN) · 4–3        | Valerij Verhusin (MKD) · 0–8         |                               |                   |                   | Ihar Kozir (BLR) · 4–2       | Victor Peicov (MDA) · 3–5      | kiesett                     | kiesett           | kiesett                                      |                   | 12.      |
| Ruslan Khinchagov   | 82 kg       | Sebahattin Öztürk (TUR) · 3–2 | Amir Reza Khadem Azgadhi (IRI) · 0–1 |                               |                   |                   | Ariel Ramos (CUB) · 2–3      | kiesett                        | kiesett                     | kiesett           | kiesett                                      |                   | 15.      |

## Cselgáncs
Férfi
| Versenyző            | Versenyszám  | Selejtező         | 32-es főtábla               | Nyolcaddöntő                           | Negyeddöntő                             | Elődöntő                   | Vigaszág első kör | Vigaszág negyeddöntő          | Vigaszág elődöntő             | Bronz- mérkőzés   | Döntő                                 | Helyezés |
| Versenyző            | Versenyszám  | Ellenfél Eredmény | Ellenfél Eredmény           | Ellenfél Eredmény                      | Ellenfél Eredmény                       | Ellenfél Eredmény          | Ellenfél Eredmény | Ellenfél Eredmény             | Ellenfél Eredmény             | Ellenfél Eredmény | Ellenfél Eredmény                     | Helyezés |
| -------------------- | ------------ | ----------------- | --------------------------- | -------------------------------------- | --------------------------------------- | -------------------------- | ----------------- | ----------------------------- | ----------------------------- | ----------------- | ------------------------------------- | -------- |
| Alisher Mukhtarov    | Légsúly      | erőnyerő          | Alexandre García (BRA) · GY | Abdel Ouahed Idrissi Chorfi (MAR) · GY | Dorjpalamyn Narmandakh (MGL) · V        |                            |                   | Nigel Donohue (GBR) · V       | kiesett                       | kiesett           |                                       | 9.       |
| Timur Mukhamedkhanov | Harmatsúly   | erőnyerő          | Antoni Molne (AND) · GY     | Ivan Netov (BUL) · V                   | kiesett                                 | kiesett                    |                   |                               |                               |                   |                                       | 17.      |
| Andrey Shturbabin    | Könnyűsúly   | erőnyerő          | Hassen Moussa (TUN) · GY    | Száleh es-Sarráh (KUW) · GY            | Kvak Teszong (Gwak Dae-Seong) (KOR) · V |                            |                   | Amir Ghomi (IRI) · GY         | Christophe Gagliano (FRA) · V | kiesett           |                                       | 7.       |
| Vladimir Shmakov     | Váltósúly    | erőnyerő          | Alexandru Ciupe (ROU) · GY  | Lyes Cherifi (ALG) · GY                | Cso Incshol (Jo In-Cheol) (KOR) · V     |                            |                   | Soso Lip'art'eliani (GEO) · V | kiesett                       | kiesett           |                                       | 9.       |
| Armen Bagdasarov     | Középsúly    | erőnyerő          | Somoza Celestin (HAI) · GY  | Oleg Malcev (RUS) · GY                 | Algimantas Merkevičius (LTU) · GY       | Adrian Croitoru (ROU) · GY |                   |                               |                               |                   | Cson Gijong (Jeon Gi-Yeong) (KOR) · V |          |
| Dmitry Solovyov      | Félnehézsúly | erőnyerő          | Dmitrij Szergejev (RUS) · V | kiesett                                | kiesett                                 | kiesett                    |                   |                               |                               |                   |                                       | 21.      |
| Kamol Muradov        | Nehézsúly    | erőnyerő          | Igor Muller (LUX) · V       | kiesett                                | kiesett                                 | kiesett                    |                   |                               |                               |                   |                                       | 21.      |

## Kajak-kenu

### Síkvízi
Férfi
| Versenyző                                                         | Versenyszám         | Előfutam | Előfutam | Előfutam | Vigaszág | Vigaszág | Vigaszág | Elődöntő | Elődöntő | Elődöntő | Döntő   | Döntő    |
| Versenyző                                                         | Versenyszám         | Idő      | Hely.    | Össz.    | Idő      | Hely.    | Össz.    | Idő      | Hely.    | Össz.    | Idő     | Helyezés |
| ----------------------------------------------------------------- | ------------------- | -------- | -------- | -------- | -------- | -------- | -------- | -------- | -------- | -------- | ------- | -------- |
| Aleksandr Popov                                                   | Kajak egyes 500 m   | 1:56,827 | 9.       | 26.      | 1:51,623 | 8.       | 15.      | kiesett  | kiesett  | kiesett  | kiesett | kiesett  |
| Ivan Kireyev                                                      | Kajak egyes 1000 m  | 4:05,299 | 8.       | 22.      | 4:12,105 | 7.       | 13.      | kiesett  | kiesett  | kiesett  | kiesett | kiesett  |
| Akram Yurabayev Vitaly Anosov                                     | Kajak kettes 500 m  | 1:39,291 | 7.       | 21.      | 1:42,524 | 4.       | 11.      | 1:35,543 | 9.       | 17.      | kiesett | kiesett  |
| Rafael Islamov Vladimir Alimdyanov                                | Kajak kettes 1000 m | 4:01,522 | 8.       | 22.      | 3:43,320 | 8.       | 14.      | kiesett  | kiesett  | kiesett  | kiesett | kiesett  |
| Vladimir Kazantsev Konstantin Yashin Anatoly Tyurin Andrey Shilin | Kajak négyes 1000 m | 3:27,133 | 8.       | 16.      |          |          |          | 3:11,146 | 6.       | 12.      | kiesett | kiesett  |
| Yevgeny Astanin                                                   | Kenu egyes 500 m    | 2:02,532 | 8.       | 19.      |          |          |          | 1:59,042 | 6.       | 15.      | kiesett | kiesett  |
| Yevgeny Astanin                                                   | Kenu egyes 1000 m   | 4:39,839 | 7.       | 14.      |          |          |          | 4:19,151 | 6.       | 9.       | kiesett | kiesett  |
| Vladimir Shayslamov Sergey Shayslamov                             | Kenu kettes 500 m   | 1:51,929 | 7.       | 19.      | 1:52,768 | 5.       | 10.      | kiesett  | kiesett  | kiesett  | kiesett | kiesett  |
| Vladimir Shayslamov Sergey Shayslamov                             | Kenu kettes 1000 m  | 4:43,221 | 8.       | 16.      |          |          |          | 3:57,037 | 6.       | 12.      | kiesett | kiesett  |

Női
| Versenyző                                                 | Versenyszám        | Előfutam | Előfutam | Előfutam | Vigaszág | Vigaszág | Vigaszág | Elődöntő | Elődöntő | Elődöntő | Döntő   | Döntő    |
| Versenyző                                                 | Versenyszám        | Idő      | Hely.    | Össz.    | Idő      | Hely.    | Össz.    | Idő      | Hely.    | Össz.    | Idő     | Helyezés |
| --------------------------------------------------------- | ------------------ | -------- | -------- | -------- | -------- | -------- | -------- | -------- | -------- | -------- | ------- | -------- |
| Irina Lyalina                                             | Kajak egyes 500 m  | 1:59,996 | 7.       | 19.      | 2:08,017 | 5.       | 11.      | kiesett  | kiesett  | kiesett  | kiesett | kiesett  |
| Tatyana Levina Inna Isakova                               | Kajak kettes 500 m | 1:50,544 | 6.       | 15.      | 1:56,896 | 5.       | 10.      | kiesett  | kiesett  | kiesett  | kiesett | kiesett  |
| Tatyana Levina Inna Isakova Irina Lyalina Yelena Lebedeva | Kajak négyes 500 m | 1:45,905 | 7.       | 15.      |          |          |          | 1:40,893 | 5.       | 9.       | kiesett | kiesett  |

## Kerékpározás

### Országúti kerékpározás
Férfi
| Versenyző                | Versenyszám   | Idő             | Helyezés |
| ------------------------ | ------------- | --------------- | -------- |
| Dzhamolidin Abduzhaparov | Mezőnyverseny | 4:56:53 (+2:57) | 100.     |

## Ökölvívás
| Versenyző                | Versenyszám   | Selejtező                          | Nyolcaddöntő                    | Negyeddöntő                 | Elődöntő                | Döntő             | Helyezés |
| Versenyző                | Versenyszám   | Ellenfél Eredmény                  | Ellenfél Eredmény               | Ellenfél Eredmény           | Ellenfél Eredmény       | Ellenfél Eredmény | Helyezés |
| ------------------------ | ------------- | ---------------------------------- | ------------------------------- | --------------------------- | ----------------------- | ----------------- | -------- |
| Ulugbek Ibragimov        | Pehelysúly    | Jamgany Narantsogt (MGL) · RSC     | Falk Huste (GER) · 4–8          | kiesett                     | kiesett                 | kiesett           | 9.       |
| Muhammadqodir Abdullayev | Könnyűsúly    | Terrance Cauthen (USA) · 6–18      | kiesett                         | kiesett                     | kiesett                 | kiesett           | 17.      |
| Nariman Atayev           | Váltósúly     | Evans Ashira (KEN) · 15–10         | Nurbek Kaszenov (KGZ) · 11–7    | Daniel Santos (PUR) · 15–28 | kiesett                 | kiesett           | 8.       |
| Karim Toʻlaganov         | Nagyváltósúly | Oscar Gómez (ARG) · RSC            | Yared Woldemichael (ETH) · 13–9 | Rival Cadeau (SEY) · RSC    | David Reid (USA) · 4–12 | kiesett           |          |
| Dilshod Yarbekov         | Középsúly     | Brian Johansen (DEN) · RSC         | Ľudovít Plachetka (CZE) · 4–4   | Rhoshii Wells (USA) · 8–8   | kiesett                 | kiesett           | 7.       |
| Temur Ibragimov          | Félnehézsúly  | Rosztiszlav Zaulicsnij (UKR) · 7–3 | Stipe Drviš (CRO) · 9–10        | kiesett                     | kiesett                 | kiesett           | 9.       |
| Ruslan Chagayev          | Nehézsúly     | Luan Krasniqi (GER) · 4–12         | kiesett                         | kiesett                     | kiesett                 | kiesett           | 17.      |

## Sportlövészet
Férfi
| Versenyző         | Versenyszám    | Selejtező | Selejtező | Döntő   | Döntő    |
| Versenyző         | Versenyszám    | Pont      | Helyezés  | Pont    | Helyezés |
| ----------------- | -------------- | --------- | --------- | ------- | -------- |
| Shukhrat Akhmedov | Légpisztoly    | 577       | 19.***    | kiesett | kiesett  |
| Shukhrat Akhmedov | Szabadpisztoly | 563       | 9.*       | kiesett | kiesett  |

* - egy másik versenyzővel azonos eredményt ért el

*** - három másik versenyzővel azonos eredményt ért el

## Súlyemelés
| Versenyző            | Versenyszám | Szakítás                 | Szakítás                 | Lökés      | Lökés      | Összesen | Helyezés |
| Versenyző            | Versenyszám | Eredmény                 | Helyezés                 | Eredmény   | Helyezés   | Összesen | Helyezés |
| -------------------- | ----------- | ------------------------ | ------------------------ | ---------- | ---------- | -------- | -------- |
| Viktor Yansky        | 54 kg       | 107,5                    | 12.*                     | 135,0      | 13.*       | 242,5    | 14.      |
| Bakhtiyer Nurullayev | 76 kg       | érvényes kísérlet nélkül | érvényes kísérlet nélkül | kiesett    | kiesett    | kiesett  | kiesett  |
| Aleksandr Urinov     | 99 kg       | 172,5                    | 9.*                      | 192,5      | 16.*       | 365,0    | 13.      |
| Valentin Manushev    | 108 kg      | 160,0                    | 17.*                     | 190,0      | 15.*       | 350,0    | 16.      |
| Igor Khalilov        | +108 kg     | 177,5                    | 10.*                     | nem indult | nem indult | kiesett  | kiesett  |

* - másik versenyzővel azonos eredményt ért el

## Tenisz
Férfi
| Versenyző                        | Versenyszám | 64-es főtábla                      | 32-es főtábla                                                  | Nyolcaddöntő      | Negyeddöntő       | Elődöntő          | Bronz- mérkőzés   | Döntő             | Helyezés |
| Versenyző                        | Versenyszám | Ellenfél Eredmény                  | Ellenfél Eredmény                                              | Ellenfél Eredmény | Ellenfél Eredmény | Ellenfél Eredmény | Ellenfél Eredmény | Ellenfél Eredmény | Helyezés |
| -------------------------------- | ----------- | ---------------------------------- | -------------------------------------------------------------- | ----------------- | ----------------- | ----------------- | ----------------- | ----------------- | -------- |
| Oleg Ogorodov                    | Egyes       | Noszály Sándor (HUN) · 7–5, 7–6    | MaliVai Washington (USA) · 3–6, 4–6                            | kiesett           | kiesett           | kiesett           | kiesett           | kiesett           | 17.      |
| Dmitry Tomashevich               | Egyes       | Karol Kučera (SVK) · 3–6, 6–2, 0–6 | kiesett                                                        | kiesett           | kiesett           | kiesett           | kiesett           | kiesett           | 33.      |
| Oleg Ogorodov Dmitry Tomashevich | Páros       |                                    | Csehország (CZE) · Jiří Novák · Daniel Vacek · mérkőzés nélkül | kiesett           | kiesett           | kiesett           | kiesett           | kiesett           | 17.      |

## Torna
Női
| Versenyző             | Versenyszám      | Selejtező | Selejtező | Döntő    | Döntő    |
| Versenyző             | Versenyszám      | Pontszám  | Helyezés  | Pontszám | Helyezés |
| --------------------- | ---------------- | --------- | --------- | -------- | -------- |
| Oksana Chusovitina    | Talaj            | 19,174    | 34.***    | kiesett  | kiesett  |
| Oksana Chusovitina    | Ugrás            | 19,274    | 20.       | kiesett  | kiesett  |
| Oksana Chusovitina    | Felemás korlát   | 19,237    | 29.**     | kiesett  | kiesett  |
| Oksana Chusovitina    | Gerenda          | 18,137    | 61.       | kiesett  | kiesett  |
| Oksana Chusovitina    | Egyéni összetett | 75,822    | 30.       | 38,743   | 10.      |
| Anastasiya Dzyundzyak | Talaj            | 18,949    | 50.*      | kiesett  | kiesett  |
| Anastasiya Dzyundzyak | Ugrás            | 18,875    | 47.       | kiesett  | kiesett  |
| Anastasiya Dzyundzyak | Felemás korlát   | 18,900    | 52.       | kiesett  | kiesett  |
| Anastasiya Dzyundzyak | Gerenda          | 18,250    | 56.       | kiesett  | kiesett  |
| Anastasiya Dzyundzyak | Egyéni összetett | 74,974    | 38.       | 37,224   | 31.      |

* - egy másik versenyzővel azonos eredményt ért el

** - két másik versenyzővel azonos eredményt ért el

*** - három másik versenyzővel azonos eredményt ért el

## Úszás
Férfi
| Versenyző                                                            | Versenyszám          | Előfutam | Előfutam | Előfutam | Döntő   | Döntő   | Döntő   | Helyezés |
| Versenyző                                                            | Versenyszám          | Idő      | Hely.    | Össz.    | Típus   | Idő     | Hely.   | Helyezés |
| -------------------------------------------------------------------- | -------------------- | -------- | -------- | -------- | ------- | ------- | ------- | -------- |
| Ravil Nachayev                                                       | 50 m gyors           | 23,93    | 4.       | 45.      | kiesett | kiesett | kiesett | kiesett  |
| Ravil Nachayev                                                       | 100 m pillangó       | 56,61    | 2.       | 48.      | kiesett | kiesett | kiesett | kiesett  |
| Oleg Tsvetkovsky                                                     | 100 m gyors          | 52,39    | 5.       | 48.      | kiesett | kiesett | kiesett | kiesett  |
| Vyacheslav Kabanov                                                   | 200 m gyors          | 1:53,36  | 3.       | 28.      | kiesett | kiesett | kiesett | kiesett  |
| Dmitry Pankov                                                        | 200 m pillangó       | 2:05,36  | 6.       | 38.      | kiesett | kiesett | kiesett | kiesett  |
| Oleg Pukhnaty                                                        | 200 m vegyes         | 2:06,39  | 4.       | 24.      | kiesett | kiesett | kiesett | kiesett  |
| Vyacheslav Kabanov Ravil Nachayev Oleg Pukhnaty Oleg Tsvetkovsky     | 4 × 100 m gyorsváltó | 3:28,33  | 6.       | 17.      | kiesett | kiesett | kiesett | kiesett  |
| Aleksandr Agafonov Vyacheslav Kabanov Dmitry Pankov Oleg Tsvetkovsky | 4 × 200 m gyorsváltó | 7:40,60  | 4.       | 12.      | kiesett | kiesett | kiesett | kiesett  |

## Vívás
Férfi
| Versenyző      | Versenyszám | Selejtező             | 32-es főtábla     | Nyolcaddöntő      | Negyeddöntő       | Elődöntő          | Bronz- mérkőzés   | Döntő             | Helyezés |
| Versenyző      | Versenyszám | Ellenfél Eredmény     | Ellenfél Eredmény | Ellenfél Eredmény | Ellenfél Eredmény | Ellenfél Eredmény | Ellenfél Eredmény | Ellenfél Eredmény | Helyezés |
| -------------- | ----------- | --------------------- | ----------------- | ----------------- | ----------------- | ----------------- | ----------------- | ----------------- | -------- |
| Rafkat Ruziyev | Tőr, egyéni | Je Csung (CHN) · 4–15 | kiesett           | kiesett           | kiesett           | kiesett           | kiesett           | kiesett           | 42.      |